# Peter Doak
Peter John Doak, född 9 mars 1944, är en australisk före detta simmare.
Doak blev olympisk bronsmedaljör på 4 x 100 meter frisim  vid sommarspelen 1964 i Tokyo.